# برگه‌آرایی
برگه‌آرایی یکی از کارهای مهم و روزانهٔ کتابخانه‌ها است. منظور از برگه‌آرایی در کتابخانه، تنظیم برگه‌ها در برگه‌دان‌ها براساس نظمی خاص به منظور ارجاع یا نگهداری است.
هر کتابدار باید با دو نوع برگه‌آرایی آشنایی داشته باشد:
1. برگه‌آرایی الفبایی
2. برگه‌آرایی شماره‌ای

روش اول برای مرتب کردن برگه‌ها در فهرست همگانی کتابخانه، فهرست رسمی، فهرست‌های مستند موضوعی و مؤلف بکار می‌رود و روش دوم برای مرتب کردن رف برگه‌ها و تنظیم کتاب‌های کتابخانه در قفسه مورد استفاده قرار می‌گیرند.

## شیوه‌های برگه‌آرایی
فهرستبرگه‌ها در کتابخانه به دو شیوهٔ الفبایی و عددی تنظیم می‌شوند.
۱. برگه‌آرایی الفبایی: در این شیوه، برگه‌ها براساس نظم الفبایی زبانی خاص تنظیم می‌گردد و بیشتر برای مرتب کردن برگه‌ها در برگه دان فهرست رسمی و فهرست‌های موضوع، مؤلف، و عمومی کتابخانه به کار می‌رود. برگه‌آرایی از ابتدای شناسهٔ برگه، جزبه جزء و بدون در نظر گرفتن عنصری ـ اعم از حرف یا عددـ انجام می‌شود؛ مگر آنکه بنا بر قواعد، در مواردی مسائل مهم تری حذف عنصری را ایجاب کند. گاه برای تنظیم برگه‌های زبان‌های مختلف در کنار یکدیگر، از آوانویسی استفاده می‌شود، یعنی برگه‌های زبان‌های دیگر به زبانی که برگه دان براساس حروف آن تنظیم شده آوانویسی می‌گردد؛ همانند آوانویسی برگه‌های مربوط به زبان روسی به منظور قرار گرفتن در برگه دان انگلیسی کتابخانه. در اینجا نکتهٔ مهم، استفاده از روشی استاندارد در آوانویسی الفبای یک زبان به زبانی دیگر است.
مزیت این نوع برگه‌آرایی سادگی آن است؛ زیرا در نظام الفبایی، برگه‌آرایی بدون توجه به ارزش نشانهٔ برگه‌آرایی و تنها از طریق آشنایی با حروف الفبا به سادگی امکان‌پذیر است. این نوع برگه‌آرایی ممکن است به یکی از دو شکل زیر صورت گیرد:
- کلمه به کلمه: در این شیوه، کلمه‌های شناسهٔ برگه‌های مختلف با هم مقایسه می‌شوند. به این صورت که، در آغاز، حدّ هر کلمه تعیین می‌شود؛ سپس به ترتیب حروف الفبا با یکدیگر مقایسه می‌گرددند. این شیوه زنجیرهٔ نشانه‌ها را طولانی می‌کند و فاصلهٔ میان کلمات، حرفی از حروف الفبا محسوب می‌شود. دشواری این شیوه، تعیین حد کلمات و وجود اختصارها و آغازه هاست که تدابیر خاصی را می‌طلبد.
- حرف به حرف: در این شیوه، فاصلهٔ میان کلمات نادیده گرفته شده و حروف تشکیل دهندهٔ کلمات شناسه با هم مقایسه می‌گردد. در کتابخانه‌های ایران، بیشتر از این روش برای تنظیم برگه‌های فارسی استفاده می‌شود؛ زیرا تعیین حدّ کلمات در رسم الخط فارسی مشکل است و اغلب، به سبب وجود کلمات و اسامی مرکب، که گاه به شکل چسبیده و گاه جدا نوشته می‌شوند، نمی‌توان مرز کلمه را به درستی تعیین کرد، مانند کلمهٔ مرکّب «ایرانشناسی» و اسم مرکّب «علیقلی» که در برخی موارد به شکل جدا، یعنی «ایران شناسی» و «علی قلی» نیز به کار می‌رود.

۲. برگه‌آرایی شماره‌ای (عددی): در این شیوه، برگه‌ها براساس ارزش عددی مرتب می‌شوند. با درک نظام عددی و ارزشی نشانه‌ها، می‌توان آن‌ها را به ترتیبی مفید تر تنظیم کرد و گسترش این نظام براساس ارزش زنجیرهٔ نشانه‌ها خواهد بود. اگر برگه آرا نتواند ارزش نشانه‌ها را درک کند، این نوع برگه‌آرایی غیرممکن خواهد بود. گاه، در این شیوه از نظمی مرکب از اعداد و نشانه‌ها استفاده می‌شود و نشانه ممکن است یکی از حروف الفبا باشد؛ مانند A۲۱. از این شیوه برای برگه‌آرایی رفبرگه‌ها و قفسه چینی کتاب‌ها استفاده می‌شود. این نوع برگه‌آرایی معمولاً براساس یکی از نظام‌های رده بندی صورت می‌گیرد. گاه شمارهٔ رده‌بندی موجود بر روی دو رفبرگهٔ متفاوت یکسان است. در این حالت، پس از تنظیم رفبرگه‌ها براساس ارزش عددی شمارهٔ رده بندی، نشانه‌های مؤلف موجود بر روی برگه‌ها با یکدیگر مقایسه می‌شوند.

## رف برگه
رف برگه صورتی از کتاب‌ها و مدارک کتابخانه است که معمولاً به صورت برگه، و بر اساس نحوه قرارگرفتن کتاب‌ها در رفها و قفسه‌های کتابخانه مرتب شده‌است. اگر کتابخانه دارای رده‌بندی موضوعی باشد، رف برگه دان شبیه فهرست رده است، با این تفاوت که شناسه‌های افزوده و ارجاعها و فهرست تحلیلی و غیره در آن دخالتی ندارد. معمولاً مشخصات مربوط به تاریخ ارسال کتاب به کتابخانه، تعداد نسخ یا جلدها و در مورد پیایندها، شماره‌های موجود در کتابخانه، پشت این برگه یاداشت می‌شود. چون کاملترین برگهٔ فهرست کتابخانه است آن را در حکم شناسنامه کتابخانه می‌دانند. برگه‌دان حاوی رف برگه ها را «رف برگه دان» و نیز کل برگه‌ها را «رف سیاهه» می‌نامند.